# پاندورا: زیر بهشت
پاندورا: زیر بهشت (انگلیسی: Pandora: Beneath the Paradise; کره‌ای: 판도라: 조작된 낙원) یک مجموعه تلویزیونی کره جنوبی سال ۲۰۲۳ با بازی لی جی آه، لی سانگ یون، جانگ هی-جین، پارک کی وونگ و بونگ ته گیو است. این مجموعه از ۱۱ مارس تا ۳۰ آوریل ۲۰۲۳، روزهای شنبه و یکشنبه ساعت ۲۱:۱۰ (کی‌اس‌تی) از تی‌وی‌ان برای ۱۶ قسمت پخش شد. پاندورا: زیر بهشت همچنین برای استریم در دیزنی پلاس در مناطق منتخب قابل دسترسی است.